# Philautus abundus
Philautus abundus és una espècie de granota que es troba a Sri Lanka.